# 适马DP系列

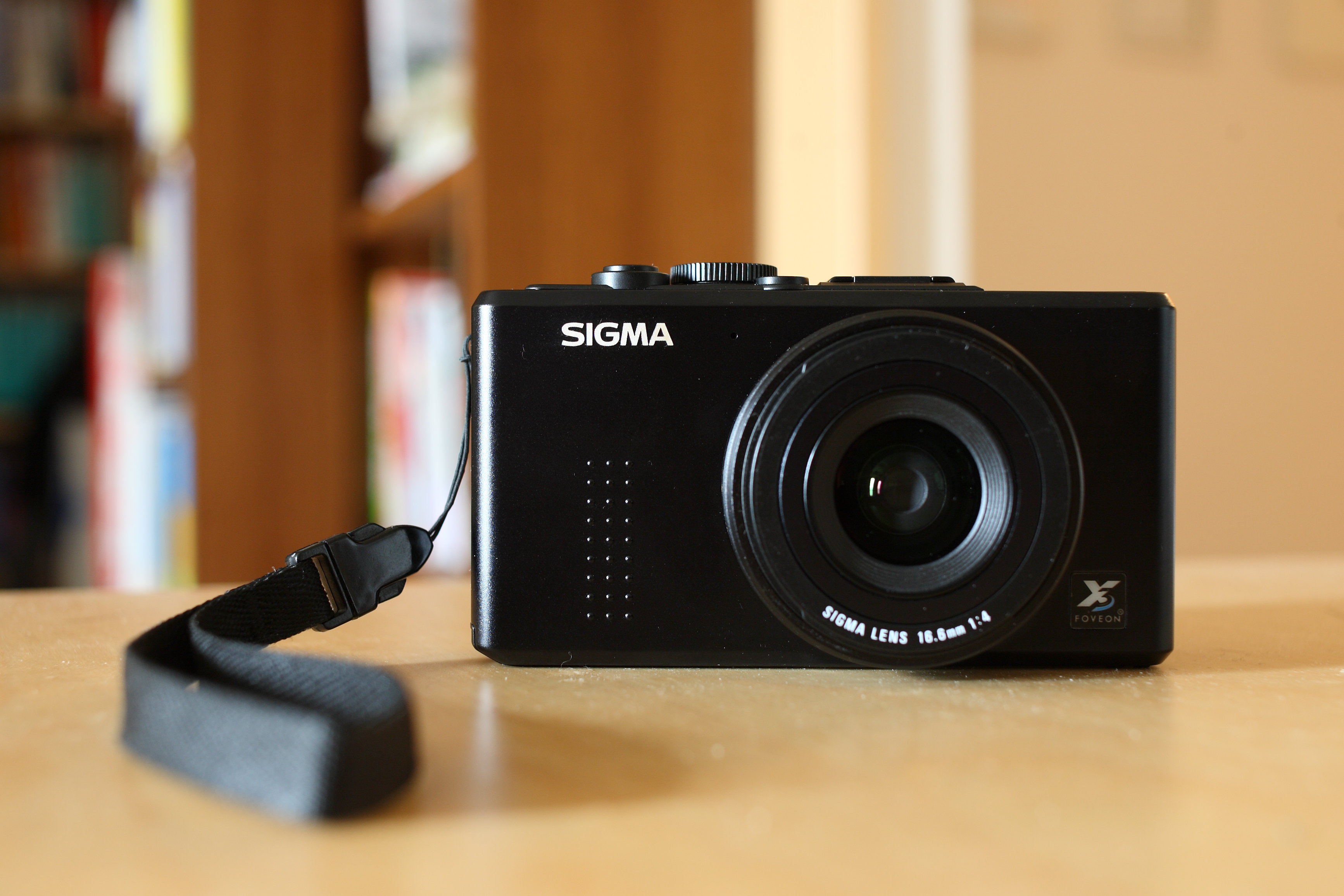
适马DP1

适马DP是由适马公司推出的不可换镜头数码相机产品系列。其特点在于配置了APS-C规格的Foveon X3感光元件，且镜头都为定焦设计，使用镜间快门，体积相对紧凑。
目前DP系列已拥有，涵盖从超广角（21mm,DP0 Quattro）到中焦的范围。

## 概述

### 诞生背景
DP系列相机的开端，第一台不可换镜头的机型DP1，虽然经历了从消息披露到正式量产的坎坷等待，但最终仍然于2008年春季登场。
在此之前，不可换镜头数码相机多使用较小的传感器，通常为1/2.3英寸或是1/1.7英寸，最大达2/3英寸规格（如佳能 PowerShot Pro1）；对于大传感器的尝试要追溯到2005年诞生的索尼Cyber-Shot_DSC-R1。R1的诞生虽然带来了画质的突飞猛进，但是类单反(SLR-Like)的外形使得其丧失了便携特性，究其原因在于匹配APS-C规格的高规格变焦镜头（等效24-120mm）必然导致体积的增大。
另一方面，独特的X3传感器在画质上比同时期Bayer filter更优，但是适马自身的SD系列单反售价较为高昂且需要配置一套SA卡口的镜头体系，对于爱好者而言投资不菲。
适马DP产品在配置APS-C规格传感器的同时，舍弃了变焦镜头的配置，而使用了定焦镜头，使得整体体积可以与一般的消费类数码相机相媲美；同时，由于是不可换机型的设计，对于已有成系统配置的摄影爱好者来说也是备机的好选择。

### 命名规则
DP系列产品的编号与其他厂家的相机产品有所差异，数字编号代表的是对应的不同焦距，例如：
- 0 对应等效21mm
- 1 对应等效28mm
- 2 对应等效40mm～45mm
- 3 对应等效75mm中焦

而演进代数也不若其他相机流行的冠以“Mark X”的做法，而是在产品名称最后直接标识一个特定的字母或单词以区别(初代则没有任何额外标识)。

### 特点
- 使用X3传感器拍摄的图像，相比同时期由马赛克传感器（英语：Bayer filter）获得的图像，分辨率更高
- 机身的功能特性，例如自动对焦等较为孱弱；拍摄时候有明显的迟滞
- 机身的配套属性，例如SD卡兼容性、电池续航能力等问题较多

### 影响
随着适马DP的诞生，也带动了消费群体对于便携高画质相机的追求，
 一方面随后诞生的以微4/3系统为代表的可换镜头数码无反相机，保持紧凑体积的同时，提供了接近原本数码单反上才有的大传感器尺寸；
 另外一方面，紧凑型数码相机重新成为热点，随后出现的松下LX3、佳能S90和奥林巴斯XZ-1都成为这股浪潮中的代表，而索尼的RX100系列机型将高画质的紧凑型通用机型的竞赛推向了高潮。

## 历代产品

### 第一代DP机型

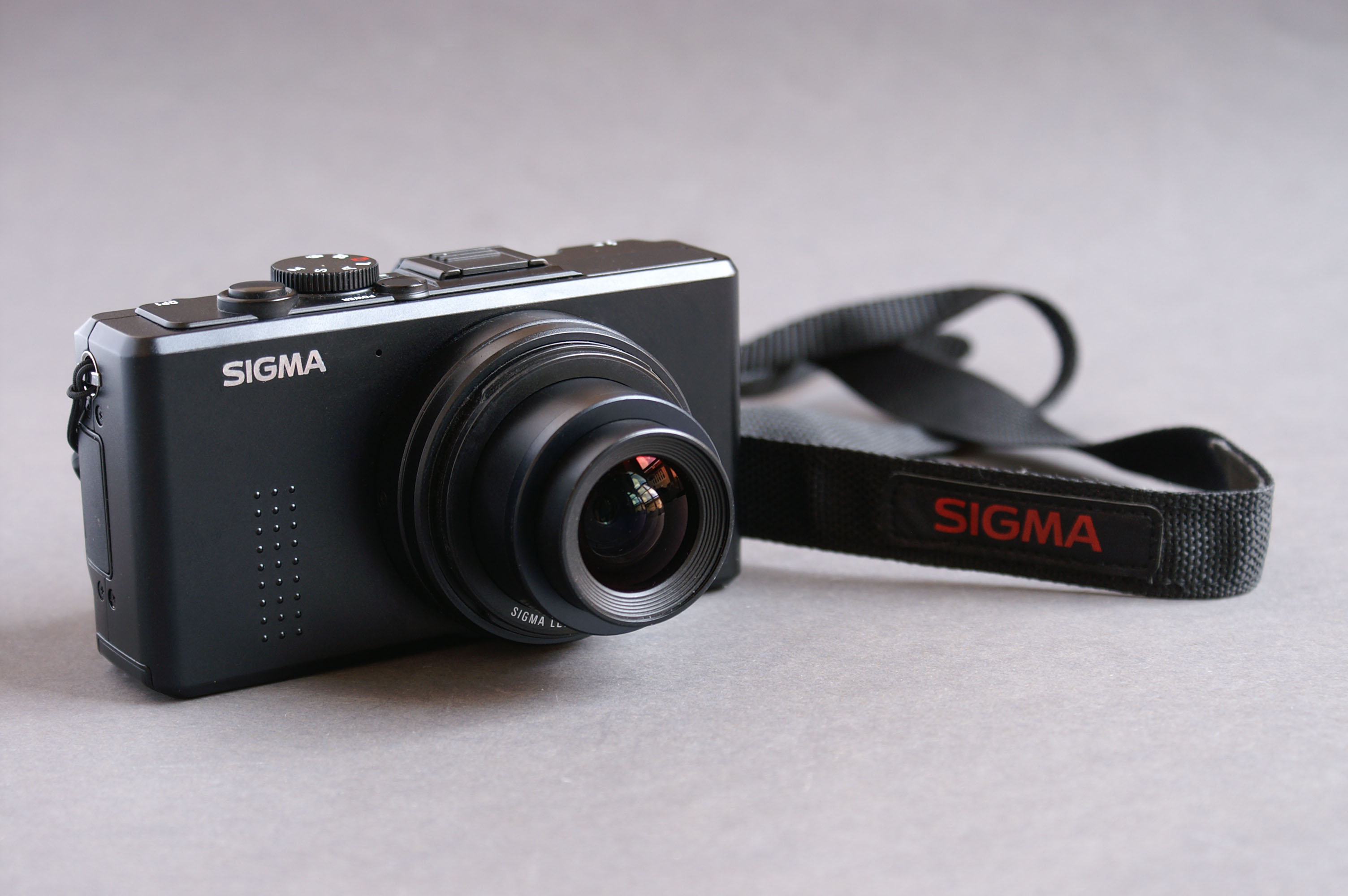
适马DP1

第一款DP1机型于2006年宣布，但是之后因为各种生产原因而延期，直到2008年春季才正式登场。
DP1具备等效28mm镜头（实际焦距16.6mm），全开放F4光圈，5群6枚构成。适用于日常题材拍摄。dp1使用20.7×13.8mm尺寸的X3传感器，具备2652×1768×3像素指标，相比通常规格的APS-C较小，但因为特殊的构造，可以抑制伪色的产生。
随后追加了等效41mm的机型DP2，除了镜头不一（实际焦距24.2mm，开放光圈F2.8，6群7枚构成），处理芯片使用了新开发的『TRUE II』，其余方面与DP1完全一致。
这代机型的镜头排线，在较多的镜头伸缩动作下可能出现断裂失效，该问题曾经引起过用户风波，也引发了用户自换排线的讨论。

### S世代

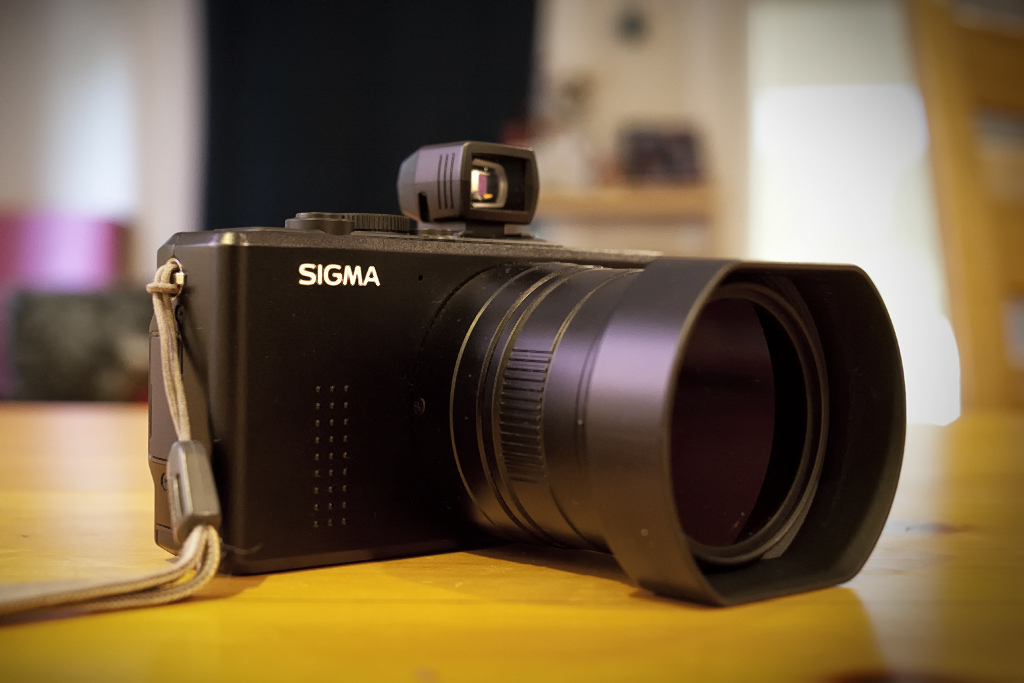
适马DP2S机型

DP1的续作产品，DP1s于2009年第4季度登场，而等效标准镜头焦距的DP2s也紧随其后在2010年年初发布。

### X世代

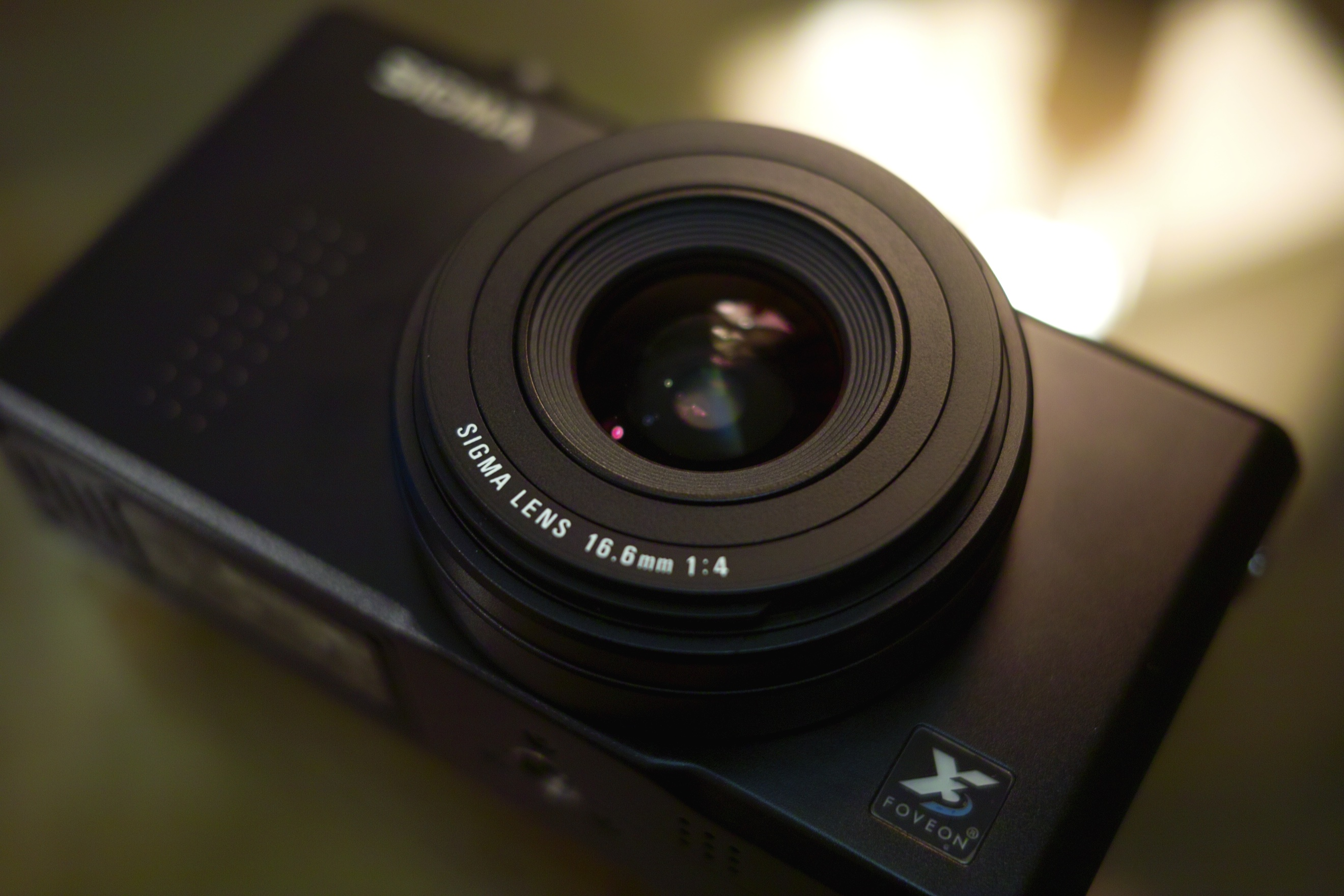
适马DP1X

X世代一样具备两台机型：DP1x与DP2x，前者于2010年第4季度登场。
这代机型加入了類比前端（AFE, Analog Front End）功能。

### Merrill世代
Merrill世代是进化较大的一代产品，也是新社长山木和人接手后的第一代新DP产品。
该世代传感器使用的是与单反产品SD1相同的产品，规格尺寸从原本的20.7×13.8mm(焦距转换率约1.7x)，提升到23.5×15.7mm（焦距转换率约1.5x）。像素方面，也从2652×1768×3提升到4800×3200×3。
因为需要保持等效28mm和约40mm的镜头焦距，为了对应扩大化的传感器尺寸，适马也为新DP设计了两枚新镜头，规格分别是19mm F2.8与30mm F2.8。这两枚镜头也作为独立产品，以索尼E接环和微4/3系统的界面进行发售，区别在于配置于DP的版本因为内置镜间快门所以稍大，滤镜尺寸为49mm，独立版本滤镜尺寸为46mm。
这代机型还在2013年追加推出了 DP3 Merrill ，具备50mm焦距，等效为75mm。

### Quattro世代
这一世代在传感器和机身设计上相比“Merrill”都有较大变化。
传感器方面，新的X3传感器依次使用BGR排列，但是像素分配为4:1:1；Quattro在意大利语中是“4”的意思，名字即由来于此。适马方面宣称，这样的传感器设计可以达到30%的解析度提升，以及达到单张容量和耗电量的节约使用。
外观设计上，这一代机型采用了一个较为激进，富有争议性的外形。
这代机型除了在1、2的位置上推出了对应的28mm、45mm焦距的机型，其也延续了Merrill世代的"3"系而诞生了等效75mm焦距的 dp3 Quattro；此外，还在2015年年初发布了dp0 Quattro机型，等效21mm的超广角。

## 相关附件

### 取景器
- 『VF-11』

为DP1系列产品配置的光学取景器，需装载在热靴位置使用，28mm取景窗。

### 闪光灯
- 『EF-140 DG』GN14
- 『EF-610 Super』

### 附加镜
- 『FT-1201』

3群4枚构成，配合DP3 Quattro使用，可以将等效焦距推进到90mm。尺寸φ70×54.9mm，重量275g。

### 后制软件
- SIGMA Photo Pro

因为X3独特的成像方式，使得其存储的RAW文件不能被普通的应用程序解读，需要使用适马提供的程序进行第一步后期调制。
目前最新版本为6.2.1，提供对应Windows和Mac的版本。

《适马DP系列的发展历程》
文：X3MENG/FOX
因为我亲自接触拆解又组装过数百台不同的DP机器，几年下来，差不多成卖油翁了...
自夸下，本人可以只用一样工具就可以数分钟拆解完一台DP机器...
也毫不夸张的说还可以蒙着眼睛把一台DP彻底拆解完...
不过，目前蒙着眼睛装回去还不能准确装回所有锣钉，只能把她们整体拼起来可以用的状态..
当然也可以数分钟装配完一台DP，并且保证不会错装漏装一颗锣钉，保证可以正常拍摄。
这些DP具体参数我就不说了，网上一大堆，我就说一点我接触后的DP内外部其细节上的本质上的不同吧！
2004年2月，搭载第一代X3传感器的便携式相机Polaroid X530一诞生就几乎妖折，厂家招回。
X530出师不利，如同她的关机画面Goodbay一样，和大家永远说再见，最后落入民间也非常少；
对这些老故事感兴趣，就不啰嗦了，具体可以GOOLE这段文字：
《X3梦！SIGMA DPx改口记—DP之前世今生从Polaroid X530到Sigma DPq》
2002年2月，第一代X3传感器工厂FOVEON X3 10.2MP工厂编号是：F7X3-C9110，同年用在SIGMA的单反SD9等设备上；
2004年X月，第二代X3传感器工厂Foveon X3 4.5 MP工厂编号是：FO18-50-F19 X3，同年用在相机Polaroid X53/医疗Toshiba/Panasonic监控等设备上；
2006年9月，搭载第三代X3传感器的便携式相机广角16.6x1.69=28MM的DP1工程机露面；
2008年5月，搭载第三代X3传感器的便携式相机广角16.6x1.69=28MM的DP1，世界上第一台达载APS-C画幅并且X3传感器的卡片机面世，意义非凡；
2008年SIGMA100%收购FOVEON公司；
2008年9月，搭载第三代X3传感器的便携式相机标头24.4x1.69=41MM的DP2面世，和DP1和DP1S比，最大变化是采用了TRUEII处理器，W/T键变得上下竖布局；
2009年8月，推出改进的DP1S,其传感器的红镜有所改进，传感器和DP1基本一样，仍然用的是TRUEI处理器，其韧体和DP1也一模一样，W/T键仍然和DP1一样，左右横布局；
2010年2月，推出标头24.4x1.69=41MMDP2S,TRUEII处理器，DP2和DP2S区别是传感器的外型结构不一样，她们传感器散热器骨架都比其它老DP厚实，其韧体完全不一样；
2010年2月，推出广角16.6x1.69=28MM的DP1X，其升级成TRUEII处理器，液晶屏比DP1和DP1S有所升级，W/T键变得和DP2、DP2S一样上下竖布局；
2011年2月，推出标头24.4x1.69=41MM的DP2X面世，其是TRUEII处理器，液晶屏比DP1和DP1S好一点，和DP2和DP2S又差不多；传感器红镜和韧体，她们三姐妹是完全不一样；
DP1、DP1S、DP1X、DP2、DP2S、DP2X她们共同点是第三代X3传感器FOVEON X3 14.1 MP工厂编号是 Fx17-78-F13D
所有老DP爆光时间15S-1/2000S； 
所有老DP电池电压3.7V,如同小功率A类放大器，比较耗电；
所有老DP是TRUE处理器，存储状态也可以拍摄，但是无法操作菜单；
所有老DP按键布局菜单操作不完全一模一样；
DP2、DP2S、DP2X、DP1X的组装水平比DP1、DP1S好点；
DP1、DP1S、DP1X镜头可以回缩，排线断的概率99.9%；
DP2、DP2S、DP2X镜头可以回缩，排线断的概率9.99%；
老DP又分带（B）的和不带（B）的，她们应该是生产线不一样，某些零件不一样，比如镜头度膜不一样，比如其液晶屏的型号不一样，不能互换的；
2012年2月，搭载第四代X3传感器的便携式相机30x1.5=45MM标头DP2M面世；
2012年9月，搭载第四代X3传感器的便携式相机19x1.5=28MM广角DP1M面世；
2013年1月，搭载第四代X3传感器的便携式相机50x1.5=75MM中焦DP3M面世；
DP1M、DP1M、DP3M她们共同点是双TRUEII处理器，存储时拍摄也两不误，但是可以操作菜单；
她们传感器物理结构基本一样，但是细节优化不一样；传感器工厂编号不明XXX20A-XXX27DXXX；
液晶屏比老DP有质的变化；按键布局菜单操作一模一样；
DP1M、DP1M、DP3M组装水平一模一样；
内部韧体更不一样；易出现拨轮功能参数乱跳的问题；
电池电压3.7V，如同大功率A类放大器，非常耗电；
应该是受民间对DP的拯救行动的影响，M系列开创了工厂版的镜头没有回缩功能，直接固定，不考虑镜头的伸缩功能，为最高画质打下了基础。
2014年6月，搭载第五代X3传感器的便携式相机30x1.5=45MM标头DP2Q面世,
2014年7月，搭载第五代X3传感器的便携式相机19x1.5=28MM广角DP1Q面世,
2015年2月，搭载第五代X3传感器的便携式相机50x1.5=75MM中焦DP3Q面世,
2015年5月，搭载第五代X3传感器的便携式相机14x1.5=21MM超广DP0Q面世,
DP1Q、DP2Q、DP3Q、DP0Q她们共同点是双TRUEIII处理器，存储时拍摄也两不误，是可以操作菜单；
她们传感器物理结构也基本一样，传感器工厂编号不明XXUV-DTXXX；
液晶屏和DPM的差不多；按键布局菜单操作一模一样；
DP1Q、DP2Q、DP3Q、DP0Q组装水平一模一样；
内部韧体更不一样；也易出现拨轮功能参数乱跳的问题；
电池电压全面变成7.2V了，如同大功率AB类放大器，不耗电了；
同样继承DPM的设计，镜头没有回缩功能，直接固定；
但是Q系列没有继承原旨教X3传感器的构架，为功扎实的马步不想练，开始有点花拳绣腿投机取巧了；
...
目前掌握的情况就是这样，供参考。
上文资料非百度，一些是个人记忆或者资料，如果有出入请谅解。
有什么资讯请电X3MENG STUDIO:0086-0816-2266838 MB:13547124494
其它资料主要之如下：
Foveon.co/dpreview/Sigma.co/

## 关于DP的改造
因为DP系列产品的采用固定镜头设计，具有高超的画质和相对孱弱的机身操控性能，部分爱好者提出了针对性的改造。
X3MENG STUDIO第一时间开发出EFM-2.0固定镜头的电子组件，彻底解决DP大问题，造福全球DP爱好者！
小件定乾坤：《为什么要给适马SIGMA DP系列机器设计制造安装EFM-2.0固定镜头的电子组件？》
http://forum.xitek.com/forum.php?mod=viewthread&tid=1442294 （页面存档备份，存于）
- EVF电子取景器

- 可换镜头

中国大陆网友“枫叶”将DP机型镜头卸下，配置以加装改造无电子信息的E卡口，法兰距18mm，方便接驳其他各类镜头进行转接，同时因为卸除了原有的镜间快门机构，另外加装的电子控制焦平面快门可以达到约1/1000s的最高工作速度。
更有极客先锋X3MENG STUDIO“一坨铁”改造方案。
- 电池续航

因为DP机型耗电量较大，为了得到更长的续航时间，可以使用假电池配置移动电源的方案。
- 握持改造

DP产品因为前脸位置较为平坦，并不方便长时间握持，所以有进行加装突出手柄的操作。